# Crime of the Century
Crime of the Century er det tredje album af det pop rock/progressive rockband Supertramp, udgivet i 1974.
Crime of the Century var Supertramps første album med deres bedst kendte besætning og co-producer Ken Scott (som tidligere havde arbejdet med David Bowie og The Beatles).
Albummet blev indspillet i en række studier, deriblandt Ramport Studios (ejet af The Who) og Trident Studios.
Mange af sangene på albummet er stadig faste bestanddele til bandets koncerter (School, Bloody Well Right, Rudy og titelsangen). Næsten hele albummet er med på bandets livealbum Paris fra 1980, selvom de numre som havde instrumentering på det oprindelige Crime of the Century album (Asylum, Rudy og Crime of the Century) blev erstattet af strengsynthesizere eller Oberheimsynthesizere, som hovedsageligt blev spillet af John Helliwell med hjælp fra Roger Hodgson.
Albummet blev Supertramps første Top 40 album i USA og fik en Guldplade i USA i 1977 efter Even in the Quietest Moments blev udgivet.
Albummet blev først genudgivet i remastered version på guld-cd fra MFSL. Derefter blev en ny remastered CD version af albummet udgivet 11. juni 2002 fra A&M Records. 

## Spor
Alle sange er skrevet af Rick Davies og Roger Hodgson.
1. "School" – 5:34
  - Sang: Roger Hodgson
2. "Bloody Well Right" – 4:31
  - Sang: Rick Davies
3. "Hide in Your Shell" – 6:48
  - Sang: Roger Hodgson
4. "Asylum" – 6:43
  - Sang: Rick Davies
5. "Dreamer" – 3:31
  - Sang: Roger Hodgson
6. "Rudy" – 7:19
  - Sang: Rick Davies
7. "If Everyone Was Listening" – 4:04
  - Sang: Roger Hodgson
8. "Crime of the Century" – 5:36
  - Sang: Rick Davies

## Musikere
- Rick Davies – sang, keyboard, mundharmonika
- Roger Hodgson – sang, guitar, piano
- John Helliwell – saxofoner, klarinetter, baggrundssang
- Dougie Thomson – bas
- Bob Siebenberg (som C. Benberg) – trommer, percussion

## Hitlisteplaceringer
Album – Billboard (USA)
| År   | Hitliste   | Placering |
| ---- | ---------- | --------- |
| 1975 | Pop Albums | 38        |

Singles – Billboard (USA)
| År   | Single            | Hitliste    | Placering |
| ---- | ----------------- | ----------- | --------- |
| 1975 | Bloody Well Right | Pop Singles | 35        |